# Los Navalucillos

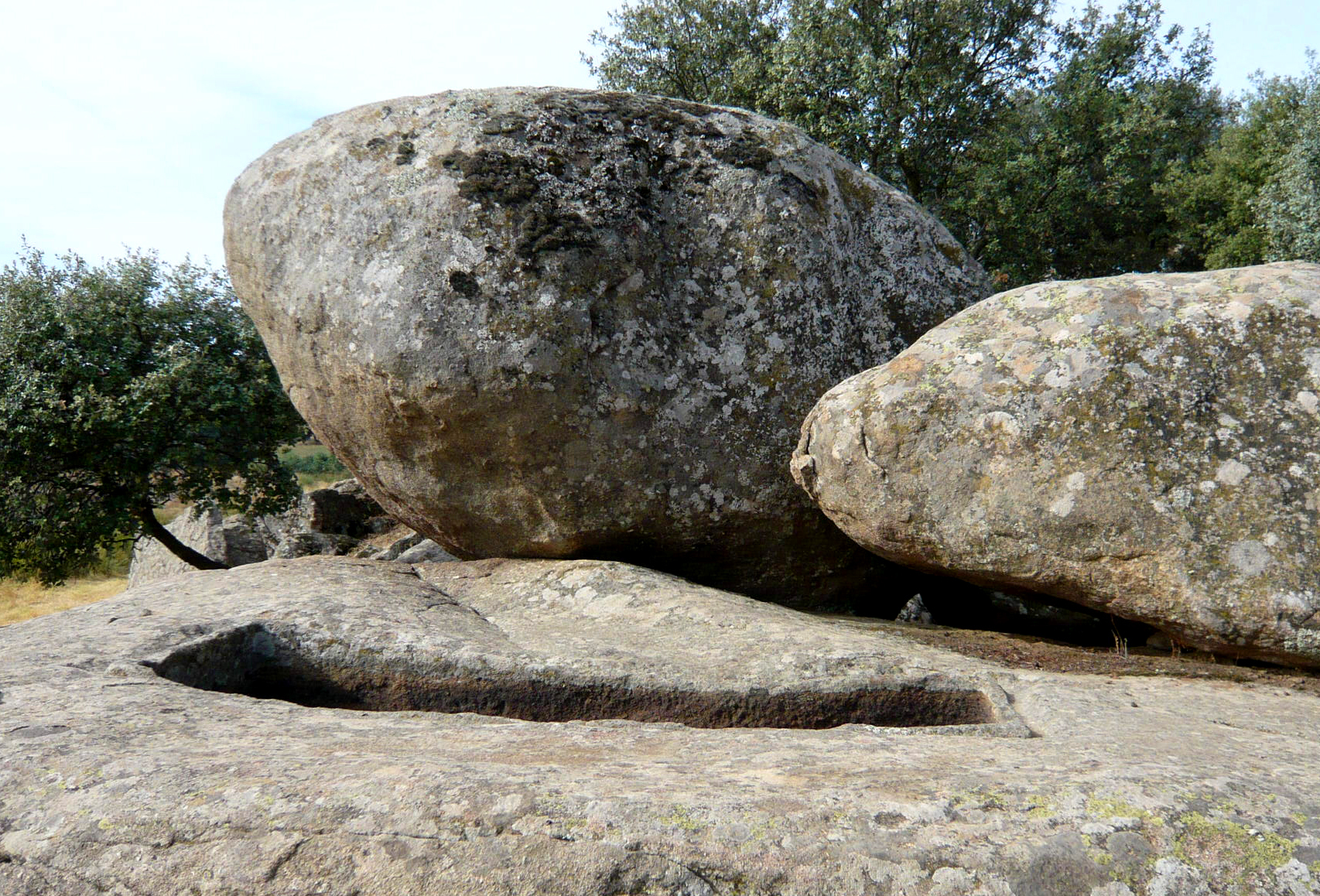
Los Navalucillos – Felskistengrab

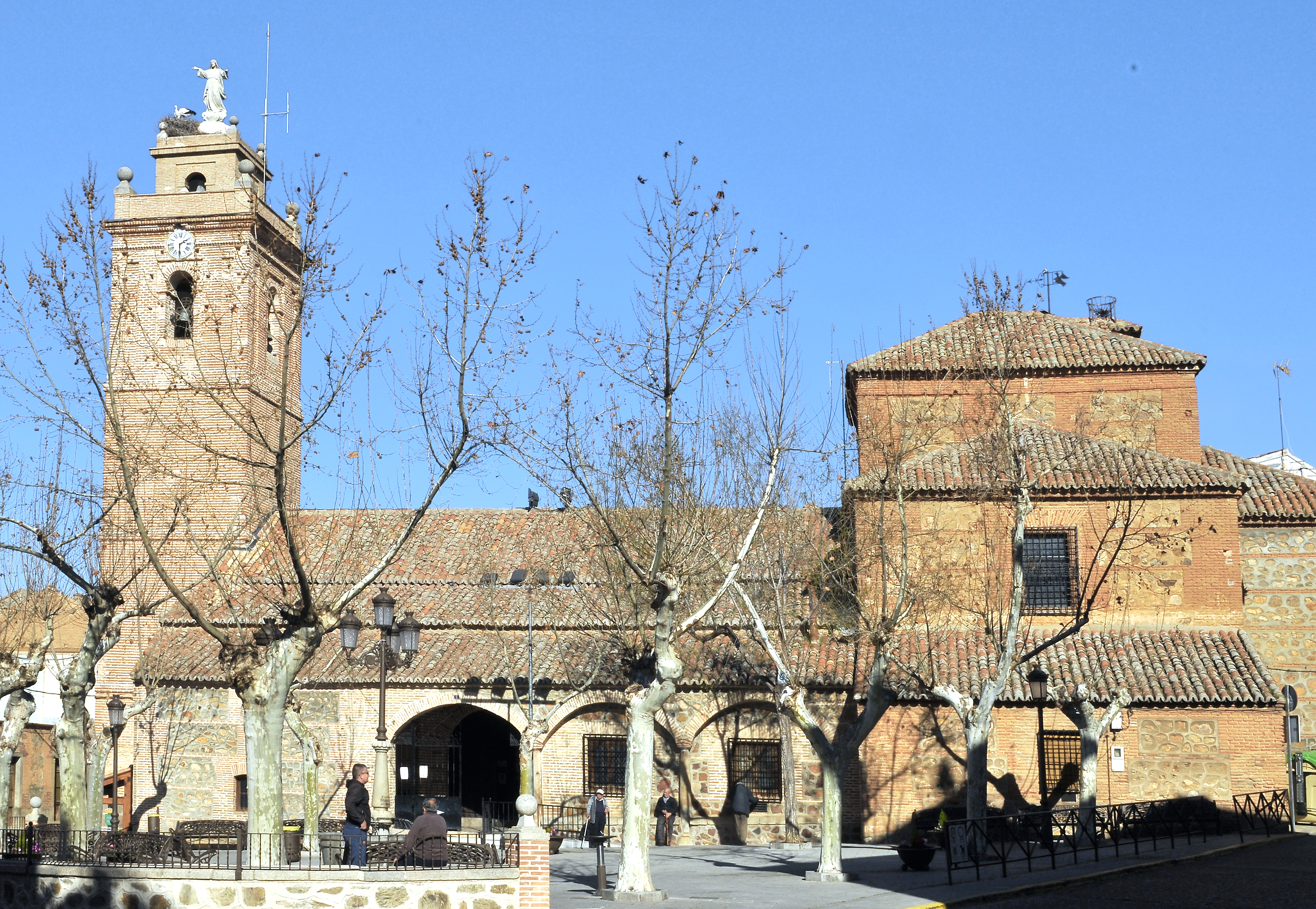
Los Navalucillos – Iglesia de San Sebastián

Los Navalucillos ist ein Ort und eine zentralspanische Gemeinde (municipio) mit 1.897 Einwohnern (Stand: 2024) in der Provinz Toledo in der Autonomen Gemeinschaft Kastilien-La Mancha.

## Lage und Klima
Der Ort Los Navalucillos liegt am Nordrand der Montes de Toledo bzw. des Parque Nacional de Cabañeros gut 70 km (Fahrtstrecke) südwestlich von Toledo in einer Höhe von ca. 800 m. Das Klima im Winter ist rau, im Sommer dagegen trocken und warm; der eher spärliche Regen (ca. 440 mm/Jahr) fällt – mit Ausnahme der trockenen Sommermonate – übers Jahr verteilt.

## Bevölkerungsentwicklung
| Jahr      | 1857  | 1900  | 1950  | 2000  | 2019  |
| Einwohner | 2.783 | 3.924 | 6.838 | 2.732 | 2.106 |

Aufgrund der Mechanisierung der Landwirtschaft und der Aufgabe von bäuerlichen Kleinbetrieben ist die Einwohnerzahl der Gemeinde seit der Mitte des 20. Jahrhunderts stark zurückgegangen. Zur Gemeinde gehört auch der schon seit langem eingemeindete Weiler (pedanía) Los Alares.

## Wirtschaft
Ursprünglich war der Platz wohl nur eine Sommerweide für das Vieh der weiter im Tal liegenden Dörfer (siehe auch: Transhumanz). Heute ist das Umland von Los Navalucillos im Wesentlichen landwirtschaftlich geprägt vom Olivenanbau; aber auch andere Obstbäume wurden angepflanzt. Die Bevölkerung lebte jahrhundertelang weitgehend als Selbstversorger, denn Verkäufe (z. B. von Käse, Wurst und Schinken) auf den regionalen Märkten waren wegen der großen Entfernungen nur schwer möglich. Heute spielt auch der innerspanische Tourismus eine gewisse Rolle für die Einnahmen der Gemeinde.

## Geschichte
Nur sehr wenige prähistorische, keltische, römische, westgotische und maurische Funde wurden gemacht, was möglicherweise auf die Höhenlage der Region zurückgeführt werden muss. Im Jahr 1085 wurde die Gegend von Alfons VI. aus den Händen der Mauren zurückerobert (reconquista), jedoch kurz darauf von den berberischen Almoraviden erneut bedroht. Erst unter Alfons VII. (reg. 1126–1157) wurde die Region La Mancha um das Jahr 1130 endgültig christlich. Die erste Erwähnung des Ortsnamens Naualuciellos stammt aus einem Dokument des Jahres 1209.

## Sehenswürdigkeiten
- Die dreischiffige Iglesia de San Sebastián stammt aus dem 15./16. Jahrhundert. Die mit Bruchsteinfeldern durchsetzte Ziegelstein-Außenhaut weist auf deutliche Einflüsse aus dem Mudéjarstil hin. Der ganz aus Ziegelsteinen erbaute Glockenturm (campanario) wird seit dem beginnenden 20. Jahrhundert von einer Christusstatue überhöht. Blickfang im von einer Holzdecke überspannten Innern der Kirche ist das spätbarocke Altarretabel der Mittelapsis im Stil des Churriguerismus. Beim Erdbeben von Lissabon (1755) wurde die Kirche beschädigt, doch anschließend modernisiert wiederaufgebaut.[7]
- Die Ermita de Nuestra Señora la Virgen de las Saleras entstand im 17. Jahrhundert, doch auch sie musste nach dem Erdbeben des Jahres 1755 ausgebessert werden.[8]

Umgebung
- In der zum Wandern geeigneten waldreichen Umgebung südlich des Ortes befinden sich zwei – ehemals von Steinplatten bedeckte – Felsgräber aus westgotischer oder maurischer Zeit.